# Peroryctes
Peroryctes is een geslacht van buideldassen dat voorkomt op Nieuw-Guinea en het nabijgelegen eiland Japen. De wetenschappelijke naam van het geslacht werd in 1906 gepubliceerd door Oldfield Thomas.

## Taxonomie
Dit geslacht wordt meestal gezien als verwant van de eveneens voornamelijk Nieuw-Guinese Echymiperinae, maar volgens genetische gegevens is het geslacht niet zeer nauw verwant aan de andere echte buideldassen; daarom wordt het alleen in de onderfamilie Peroryctinae geplaatst. Hoewel Peroryctes onder de levende fauna alleen van Nieuw-Guinea bekend is, zijn er Vroeg-Pliocene fossiele buideldassen uit Victoria provisioneel in het geslacht geplaatst. Dat zijn de soort cf. Peroryctes tedfordi en wat materiaal dat als cf. Peroryctes sp. is geïdentificeerd.

## Kenmerken
Peroryctes omvat grote buideldassen met lange staarten. De voeten zijn lang en smal. De vacht is hard, maar niet stekelig. Anders dan bij Echymipera is er een vijfde bovensnijtand.

## Soorten
Het geslacht omvat twee levende soorten en een fossiele soort:
- Peroryctes broadbenti (Ramsay, 1879)
- Peroryctes raffrayanus (Milne-Edwards, 1878) – Grote buideldas
- †cf. Peroryctes tedfordi